# Оаз
 Тази статия е за реката във Франция.  За департамента вижте Оаз (департамент).  
Оаз (на френски: Oise) е река в Южна Белгия (провинция Ено) и Северна Франция (департаменти Ен, Оаз, Вал д'Оаз и Ивлин), десен приток на Сена. Дължина 341 km, площ на водосборния басейн 16 667 km².

## Географска характеристика
Река Оаз води началото си на 302 m н.в., от крайните западни разклонения на планината Ардени, на 6 km южно от град Шиме, в най-южната част на провинция Ено, в Южна Белгия. В горното си течение тече на запад, като първите 15 km на белгийска, а след това до края – на френска територия. След град Гюиз завива на югозапад и запазва това направление до устието си, като тече в широка и плитка долина, с бавно и спокойно течение през северната част на хълмистата равнина Парижки басейн.Влива се отдясно в река Сена, на 20 m н.в., при град Конфлан Сент Онорин (департамента Ивлин), на 20 km северозападно от Париж.
Водосборният басейн на Оаз обхваща площ от 16 667 km², което представлява 21,19% от водосборния басейн на Сена. Речната ѝ мрежа е едностранно развита, с по-дълги и по-пълноводни леви притоци. На запад и север водосборният басейн на Оаз граничи с водосборните басейни на реките Епт и Марна (десни притоци на Сена), а на северозапад, север и североизток – с водосборните басейни на реките Брез, Сома, Шелда и Маас (Мьоз, от басейна на Северно море).
Основни притоци:
- леви – Тон (56 km, 294 km²), Сер (96 km, 1743 km²), Елет (60 km, 540 km²), Ен (356 km, 7939 km²);
- десни – Терен (94 km, 1218 km²).[2]

Река Оаз има предимно дъждовно подхранване с ясно изразено зимно пълноводие и слабо изразено лятно маловодие. Среден годишен отток в устието 95 m³/sec, максимален над 700 m³/sec

## Стопанско значение, селища
Оаз има важно транспортно значение за Франция. По своето корито е плавателна за плиткогазещи речни съдове на 104 km от устието си, след което почти до изворът ѝ удпоредно на нея са изградени плавателни канали, които я свързват с реките: Маас (Мьоз) – чрез чрез река Ен и канала „Ен – Маас“ и чрез канала „Оаз – Самбра“ и река Самбра; Сома – чрез канала „Оаз – Сома“ и Шелда – чрез канала „Сома“, река Сома и канала „Сома – Шелда“.
Долината на реката е гъсто заселена, като най-големите селища са: Ирсон, Рибмон, Ла Фер, Терние и Шони (департамент Ен); Ноайон, Компиен, Пон Сент Максанс, Ножан сюр Оаз, Крей и Монтатер (департамент Оаз); Бомон и Понтоаз (департамент Вал д'Оаз); Конфлан Сент Онорин (департамента Ивлин).